# اختبار-تي للطالب

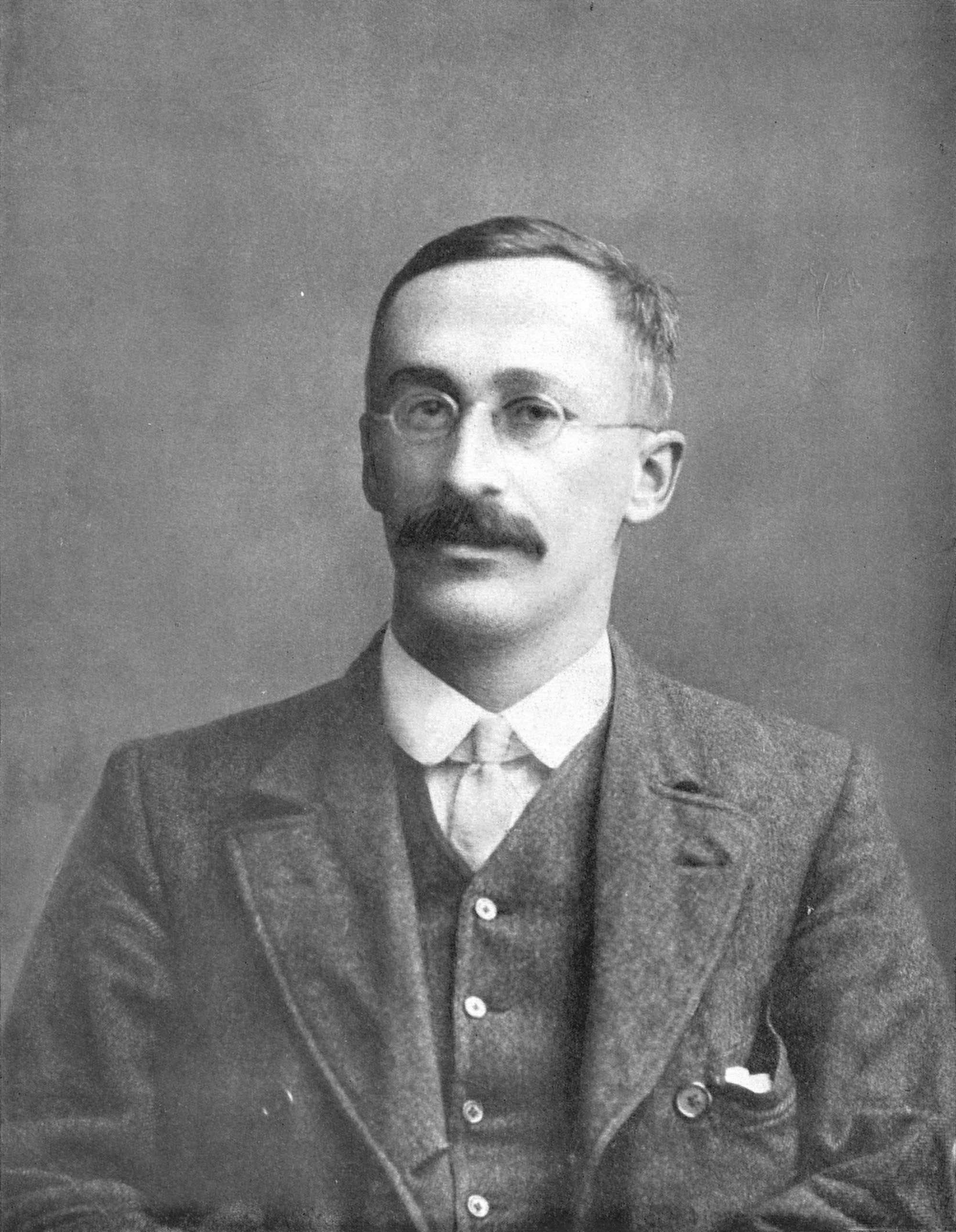

اختبار تي (بالإنجليزية: t-test)‏ هو أي اختبار فرضية إحصائية يتبع فيه الاختبار الإحصائي توزيع «تي» للطالب إذا كانت فرضية العدم مدعومة. ويُطبق بشكل أكثر شيوعًا عندما يتبع الاختبار الإحصائي توزيع احتمالي طبيعي إذا ما كانت قيمة مصطلح التدرج في الاختبار الإحصائي معروفة. وعندما يكون مصطلح التدرج غير معروف ويُستبدل بتقدير مبني على البيانات، يتبع الاختبار الإحصائي (تحت ظروف معينة) توزيع تي للطالب.

## التاريخ
نشر وليام سيلي جوسيت (بالإنجليزية: William Sealy Gosset)‏ - وهو كيميائي كان يعمل في مصنع «غينيس» في دبلن بإيرلندا للبيرة - في عام 1908 بحثه الإحصائي بعنوان «احتمالية الخطأ في الوسط الحسابي»، ولكنه نسب البحث إلى الاسم المستعار («طالب» (بالإنجليزية: Student)‏ نظرًا لسياسة المصنع التي كانت تمنع من نشر البحوث باعتبارها من أسرار صناعة البيرة. وقد تم تعيين جوسيت بسبب سياسة عمل كلاود غينيس (بالإنجليزية: Claude Guinness)‏ لتعيين أفضل الخريجين من أوكسفورد وكامبريدج ليطبقوا الكيمياء الحيوية والإحصاء لعملية غينيس الصناعية. وابتكر جوسيت اختبار (تي) كطريقة رخيصة لمراقبة جودة الجعة. ونشر الاختبار في بايوميتريكا في 1908.رغم نشره البحث باستخدام اسمه المستعار، إلا أن هوية جوسيت معروفة لزملائه من الإحصائيين.

## الاستخدامات
من بين أكثر اختبارات-تي استخدامًا:
- اختبار موقع ذا عينة واحدة، لتحديد سواء كان متوسط سكان موزعين طبيعيًا لهم له قيمة محددة مسبقًا في فرضية العدم.
- اختبار موقع ذو عينتين لفرضية عدم، بحيث يكون متوسط اثنين من السكان موزعان طبيعيًا متساويين. عادة ما تسمى كل الاختبارات المماثلة اختبار-تي للطالب، بالرغم من أنه حين نتحدث بدقة، يجب أن يستخدم الاسم فقط إذا ما كان تباينات مجموعتين من السكان يفترض تساويهما؛ شكل الاختبار عندما يتم تجاهل هذا الاعتبار، يسمى أحيانًا اختبار-تيلويلش (Welch's t test). عادة ما تتم الإشارة لتلك الاختبارات باختبارات-تي «المفردة» أو «العينات المستقلة»، بما أنهم عادة ما يتم تطبيقهم عندما تكون الوحدات الإحصائية التي تقوم عليها العينتان قيد المقارنة غير متداخلتان.[5]
- اختبار لفرضية العدم يفرق بين إجابتين؛ مُقاسًا على نفس الوحدة الإحصائية له متوسط قيمة تساوي الصفر. على سبيل المثال، لنفترض أننا نقيس حجم ورم مريض بالسرطان قبل وبعد العلاج. إذا كان العلاج فعال، فنحن نتوقع أن حجم الورم عند العديد من المرضي يكون أصغر باتباع العلاج. هذا ما يعرف أحيانًا باسم اختبار-تي «المقترن» أو «المقياس المكرر».:[5][6] انظر اختبار الفرق المقترن.
- اختبار لتحديد ما إذا كان انحدار انحدار خطي يختلف بدلالة عن الصفر.

## الملاحظات
1. ↑  Richard Mankiewicz, The Story of Mathematics (Princeton University Press), p.158.
2. 1 2  O'Connor، John J.؛ Robertson، Edmund F.، "اختبار-تي للطالب"، تاريخ ماكتوتور لأرشيف الرياضيات
3. ↑  Fisher Box، Joan (1987). "Guinness, Gosset, Fisher, and Small Samples". Statistical Science. ج. 2 ع. 1: 45–52. DOI:10.1214/ss/1177013437. JSTOR:2245613.
4. ↑  Raju TN (2005). "William Sealy Gosset and William A. Silverman: two "students" of science". Pediatrics. ج. 116 ع. 3: 732–5. DOI:10.1542/peds.2005-1134. PMID:16140715.
5. 1 2  Fadem, Barbara (2008). High-Yield Behavioral Science (High-Yield Series). Hagerstwon, MD: Lippincott Williams & Wilkins. ISBN:0-7817-8258-9.
6. ↑  Zimmerman، Donald W. (1997). "A Note on Interpretation of the Paired-Samples t Test". Journal of Educational and Behavioral Statistics. ج. 22 ع. 3: 349–360. JSTOR:1165289.